# Hónen
Hónen (法然) (13. května 1133 – 29. února 1212) byl japonský buddhistický mnich, který založil japonskou větev školy Čisté země Džódo šú. Džódo v japonštině označuje Čistou zemi a šú je výraz pro „sektu“ či školu.
Hónen se narodil v provincii Mimasaka a vyrůstal v poměrně zámožné rodině. Nějakou dobu studoval na hoře Hiei u školy Tendai, avšak brzy se vydal vlastní cestou. Získal poměrně velkou základnu následovníků. Pro neshody se stoupenci jiných buddhistických směrů byl pak v 74 letech poslán do vyhnanství.

## Externí odkazy

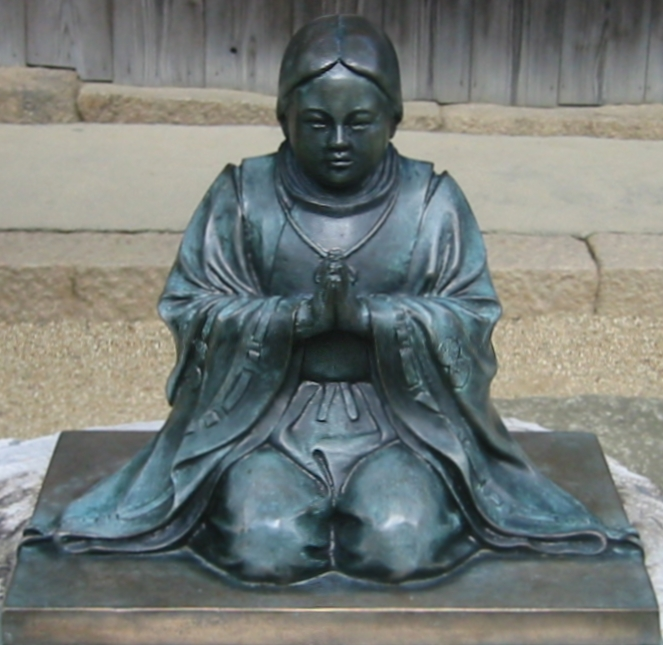
Hónen